# Броварский район
Брова́рский райо́н (укр. Броварськи́й райо́н) — административная единица на северо-востоке Киевской области Украины. Административный центр — город Бровары.

## География
Площадь района — 2888,2 км² (в старых границах до 2020 года — 1188 км²).

### Расположение
Район граничит на севере с Черниговским районом Черниговской области, на юге – с Бориспольским районом, на западе – с Вышгородским районом Киевской области и городом Киевом, на востоке – с Нежинским районом Черниговской области.

### Гидрография
Основные реки – Десна.

## История
Район образован в УССР.
17 июля 2020 года в результате административно-территориальной реформы район был укрупнён, в его состав вошли территории:
- Броварского района,
- Згуровского района,
- большей части Барышевского района,
- городов областного значения Бровары и Березань.

С 1 марта 2022 район стал ареной боевых действий между украинской армией и российскими оккупационными войсками, бои велись на территории Барышевской, Калитянской и Великодымерской территориальных громад,  жителей окрестных сёл эвакуировали в Бровары.

## Население
Численность населения района в укрупнённых границах — 240,7 тыс. человек.
Численность населения района в границах до 17 июля 2020 года по состоянию на 1 января 2020 года — 68 688 человек, из них городского населения — 18 079 человек, сельского — 50 609 человек.

## Административное устройство
Район в укрупнённых границах с 17 июля 2020 года делится на 8 территориальных общин (громад), в том числе 2 городские, 5 поселковых и 1 сельскую общину (в скобках — их административные центры):
- Городские:
  - Броварская городская община (город Бровары),
  - Березанская городская община (город Березань);
- Поселковые:
  - Барышевская поселковая община (пгт Барышевка),
  - Великодымерская поселковая община (пгт Великая Дымерка),
  - Згуровская поселковая община (пгт Згуровка),
  - Калиновская поселковая община (пгт Калиновка),
  - Калитянская поселковая община (пгт Калита);
- Сельские:
  - Зазимская сельская община (село Зазимье).

### История деления района
Административно-территориально до 2020 года район подразделялся на 3 поселковых совета и 23 сельских совета, которые объединяли 45 населенных пунктов (3 – посёлков городского типа, 42 села). Все они были подчинены Броварской районной раде.
17 июля 2020 года Верховной радой принято постановление «Об образовании и ликвидации районов» направленное на сокращение районов в Украине, в рамках которого район был укрёпнён и разделён на 8 территориальных общин (громад).